# チバ・アルレドンド
チバ・アルレドンド（Chiba Arredondo、1958年5月3日 - ）は、メキシコの元プロボクサー。本名はロベルト・アルレドンド（Roberto Arredondo）。ミチョアカン州アパチンガン出身。キャリア後半は仙台ジム所属。元日本フェザー級王者。リングネームの「チバ」は仙台ジムの会長だった千葉隆に由来。
リカルド・アルレドンド（元WBC世界ジュニアライト級王者）は実兄、レネ・アルレドンド（元WBC世界ジュニアウェルター級王者）は実弟。

## 来歴
1979年11月16日、メキシコでプロデビュー。メキシコでは13戦10勝1敗2分を記録した。
1983年より日本の仙台ジムに所属し、日本のリングで試合をするようになった。
1983年4月10日、日本のリングでデビュー。
1985年11月28日、日本フェザー級王者来馬英二郎に挑戦し、10回判定勝ちで王座を獲得した。
1986年2月25日、初防衛戦で杉谷満と対戦し、8回KO負けで王座から陥落した。
1986年5月3日、OPBF東洋太平洋フェザー級王者黄在鏞に挑戦し、12回判定負けで王座獲得ならず。
1987年4月30日の試合を最後に引退した。

## 獲得タイトル
- 第34代日本フェザー級王座（防衛0度）